# Optima Open 2012
L'Optima Open 2012 è stato un torneo di tennis giocato sul cemento. È stata la 3ª edizione dell'Optima Open, che fa parte dell'ATP Champions Tour, campionato riservato alle vecchie glorie del tennis mondiale.

## Partecipanti
| Nazionalità | Giocatore          |
| ----------- | ------------------ |
| Croazia     | Goran Ivanišević   |
| Spagna      | Carlos Moyá        |
| Australia   | Mark Philippoussis |
| Svezia      | Thomas Enqvist     |
| Francia     | Guy Forget         |
| Francia     | Henri Leconte      |

- Valido per l'ATP Champions Tour

## Campione

### Singolare
Goran Ivanišević ha battuto in finale  Thomas Enqvist per 7–6(3), 2-6, 10-6.